# سيمو أتاناكوفيتش
سيمو أتاناكوفيتش (بالسلوفينية: Simo Atanacković)‏ مواليد 11 مارس 1990 في جمهورية البوسنة والهرسك الاشتراكية، هو لاعب كرة سلة سلوفيني. بدأ مسيرته الاحترافية في سنة 2008. يلعب مع نادي دومجاله لكرة السلة. يحمل الرقم 25.

## المسيرة الاحترافية
لعب مع زلاتوروج لاشكو من سنة 2008 إلى 2012، ثم لعب مع شارني سووبسك في سنة 2013، ثم لعب مع نادي هوبسي بولزلا لكرة السلة في موسم 2014–2015، ثم لعب مع نادي دومجاله لكرة السلة في سنة 2015.

## روابط خارجية
- سيمو أتاناكوفيتش على موقع كرة السلة الأوروبية.كوم (الإنجليزية)
- سيمو أتاناكوفيتش على موقع ريلجم (الإنجليزية)
- سيمو أتاناكوفيتش على موقع بروبوليرز (الإنجليزية)